# Король, Семён Фёдорович
Семён Фёдорович Коро́ль (15.09.1915 — ?) — комбайнёр МТС имени Кирова Отрадненского района Краснодарского края. Герой Социалистического Труда (27.02.1951).

## Биография
Родился 15 сентября 1915 года в селе Котовка Волчанского уезда Харьковской губернии, ныне Волчанского района Харьковской области Украины в семье крестьянина. Украинец.
В 1937 году был призван в Красную армию для прохождения военной службы, участвовал в боевых действиях в Монголии на реке Халхин-Гол против японских захватчиков.
Участник Великой Отечественной войны. Служил краснофлотцем в 29 АБ ВВС ЧФ, пропал без вести с 11-15 августа 1941 года. С марта 1944 года — младший сержант командир отделения 278-го Ревдинского стрелкового полка 175-й стрелковой дивизии, был дважды ранен.
После демобилизации С. Ф. Король жил на Кубани в селе Благодарном Отрадненского района (Краснодарский край). После окончания курсов механизаторов работал комбайнёром в местной машинно-тракторной станции (МТС) имени Кирова. В уборочную страду 1950 года он намолотил комбайном «Сталинец-6» с убранной площади за 25 рабочих дней 8321,7 центнера зерновых культур.
Указом Президиума Верховного Совета СССР от 27 февраля 1951 года за достижение высоких показателей на уборке и обмолоте зерновых и масличных культур в 1950 году Королю Семёну Фёдоровичу присвоено звание Героя Социалистического Труда с вручением ордена Ленина и золотой медали «Серп и Молот. В 1952 г награжден орденом Трудового Красного Знамени за сбор урожая зерновых культур объемом 4481 центнер и 203 центнера семян травы комбайном "Сталинец-6" за 25 рабочих дней. В последующие годы С. Ф. Король продолжал демонстрировать высокие показатели при уборке урожая, а после реорганизации МТС с 1958 года работал комбайнёром в местном колхозе «Красное знамя».
Сведений о дальнейшей судьбе нет.

## Награды
- Золотая медаль «Серп и Молот» № 5813 (27.02.1951);
- Орден Ленина № 144526 (27.02.1951)
- Орден Отечественной войны 1-й степени (11.03.1985)[3][4]
- Орден Трудового Красного Знамени (13.06.1952)
- Орден Красной Звезды (16.03.1945)
- Орден Славы III степени (16.03.1945)[5]
- Медаль «За трудовую доблесть» (02.06.1950)
- Медаль «В ознаменование 100-летия со дня рождения Владимира Ильича Ленина»
- Медаль «За победу над Германией в Великой Отечественной войне 1941—1945 гг.»
- Медаль  «Двадцать лет Победы в Великой Отечественной войне 1941—1945 гг.»
- Знак «25 лет победы в Великой Отечественной войне»
- Медаль «Тридцать лет Победы в Великой Отечественной войне 1941—1945 гг.»
- Юбилейная медаль «50 лет Вооружённых Сил СССР»
- Юбилейная медаль «60 лет Вооружённых Сил СССР»
- Медаль «Ветеран труда»
- Медаль «В ознаменование 100-летия со дня рождения Владимира Ильича Ленина» (6 апреля 1970)
- Медали ВДНХ: малая серебряная медаль ВСХВ (21.03.1956 № 109-н)

## Память
В Краснодаре установлена мемориальная доска с именами Героев Социалистического Труда Кубани и Адыгеи.